# Relaxează-te, dragă!
Relaxează-te, dragă! (titlul original: în franceză Relaxe-toi chérie) este un film de comedie franco-italian, realizat în 1964 de regizorul Jean Boyer, după piesa de teatru Le Complexe de Philémon a scriitorului Jean-Bernard Luc, protagoniști fiind actorii Fernandel, Sandra Milo, Jean-Pierre Marielle și Jean Lefebvre. 

## Conținut
Hélène și François sunt un cuplu fericit, căsătoriți de doisprezece ani. Doamna, descoperă frumusețile psihanalizei de la atractivul conferențiar David Kouglow. Curând este convinsă că sănătatea excelentă și fidelitatea soțului ei ascund tragedii oribile, astfel ea roagă trei prietene ale sale să-l seducă pe soțul ei și să o înșele, astfel încât să-și poată satisface curiozitatea. Însă François descoperă adevărul și decide să organizeze o serată deosebită, în care după împăcarea conjugală, psihiatrul va constata la ei un alt complex, sindromul „Filemon și Baucis”.

## Distribuție
- Fernandel – François Faustin, un industriaș
- Sandra Milo – Hélène Faustin, soția lui François
- Jean-Pierre Marielle – profesorul David Kouglow, psihiatru
- Maurice Chevit – Hubert Grandpierre, farmacist și prieten al cuplului
- Yvonne Clech – Lucienne Grandpierre, soția farmacistului
- Pascale Roberts – Cécile, o prietenă a cuplului
- Hella Petri – Olga, o prietenă a cuplului
- Jacqueline Jefford – dra. Pelusco, secretara lui François
- Liliane Gaudet – Christiane Faustin, sora lui François
- Jean Lefebvre – Blaise, majordomul cuplului
- Hélène Dieudonné – Antonia, bucătăreasa care l-a crescut pe François
- Jean Lara – domnul Duteil, avocatul companiei (nemenționat)
- Jacqueline Rivière – dna. Duteil, avocata (nemenționată)
- Nicole Gueden – dactilografa blondă
- Catherine Clarence – dactilografa brunetă
- Kajio Pawlowski – Van Druck, industriașul olandez
- Jean-Pierre Zola – Președintele societății industriale
- Sonia Silver
- Rémy Venot
- Nicole Desailly – secretarul lui Kouglow
- Marius Gaidon –
- Raymond Pierson – un trecător